# سید کاظم موسوی
سید کاظم موسوی (زادهٔ ۱۳۴۷ در گِرمی) روحانی، سیاستمدار و نمایندهٔ حوزهٔ انتخابیهٔ اردبیل، نیر، نمین و سرعین در دورهٔ هشتم مجلس شورای اسلامی بوده‌است. وی با کسب۴۹٫۵۱۶ رای از مجموع ۲۱۵٫۹۶۱رای معادل با ۲۳٪ آرا توانست به مجلس یازدهم از حوزه انتخابیه اردبیل،نیر، نمین و سرعین راه یابد.
موسوی از مجروحین شیمیایی جنگ ایران و عراق است.

## مواضع

### ممنوعیت ورود آلات موسیقی
کاظم موسوی روز یکشنبه ۲۱ آذر ۱۴۰۰ گفت: ورود آلات موسیقی به کشور به صلاح نیست چون کشور ما جمهوری اسلامی است. کسی که به دنبال آلات موسیقی است از ایران برود. با این گفته، انتقاد وسیعی علیه موسوی شکل گرفت؛ از جمله محمد دلاوری گفت: شما به چه حقی برای مردم تعیین تکلیف می‌کنید؟ مگر سرود ملی ما را با دبه زده‌اند؟ آن کسی باید برود که بین مردم تفرقه می‌اندازد. پس از این انتقادها، موسوی این مصاحبه را از اساس تکذیب کرد. پس از این تکذیب، سایت دیدبان ایران فایل کامل مصاحبه را در دسترس عموم قرار داد که نشان از رد ادعای موسوی داشت.